# Orde van de Arbeid (Tsjecho-Slowakije)
De Orde van de Arbeid (Tsjechisch: Řád práce) werd in 1951 ingesteld door de regering van Tsjecho-Slowakije. De orde beloonde "bijzondere verdienste voor de economie, industrie, landbouw en handel en de bevordering van de weerbaarheid van de strijdkrachten. De dragers mochten zich "Hrdina práce" oftewel "Held van de Arbeid" noemen. Deze orde werd na het opheffen van Tsjecho-Slowakije in 1990 opgeheven en zij komt niet voor in de lijst van onderscheidingen van Tsjechië of Slowakije. Men mag haar nog wel dragen.
Het lint van de orde is lichtblauw met twee brede donkerblauwe strepen. Het kleinood is een rode vijfpuntige zilveren ster met een groot centraal medaillon met de opgaande, of ondergaande, zon en de woorden "ČEST PRÁCI". Onder de ster liggen een tandwiel en een lauwerkrans. Het kleinood is met het lint verbonden door een ring.
In de jaren vóór 1960 was het materiaal en de emaillen van de ster donkerder en stond op het medaillon op de keerzijde "ČSR" onder een hamer en sikkel, dat werd "ČSSR".